# HMS Urchin (R99)
HMS Urchin (R99/F196) là một tàu khu trục lớp U được Hải quân Hoàng gia Anh Quốc chế tạo trong Chương trình Khẩn cấp Chiến tranh để phục vụ trong Chiến tranh Thế giới thứ hai. Urchin sống sót qua cuộc chiến tranh, được cải biến thành một tàu frigate nhanh chống tàu ngầm Kiểu 15 vào năm 1953 với ký hiệu lườn mới F196, và tiếp tục phục vụ cho đến khi ngừng hoạt động năm 1977 và bị tháo dỡ năm 1980. Nó là chiếc tàu chiến thứ năm của Hải quân Hoàng gia được đặt cái tên này.

## Thiết kế và chế tạo
Urchin được chế tạo tại xưởng tàu của hãng Vickers-Armstrongs và được đặt lườn vào ngày 28 tháng 3 năm 1942. Nó được hạ thủy vào ngày 8 tháng 3 năm 1943 và nhập biên chế cùng Hải quân Hoàng gia vào ngày 24 tháng 9 năm 1943.

## Lịch sử hoạt động

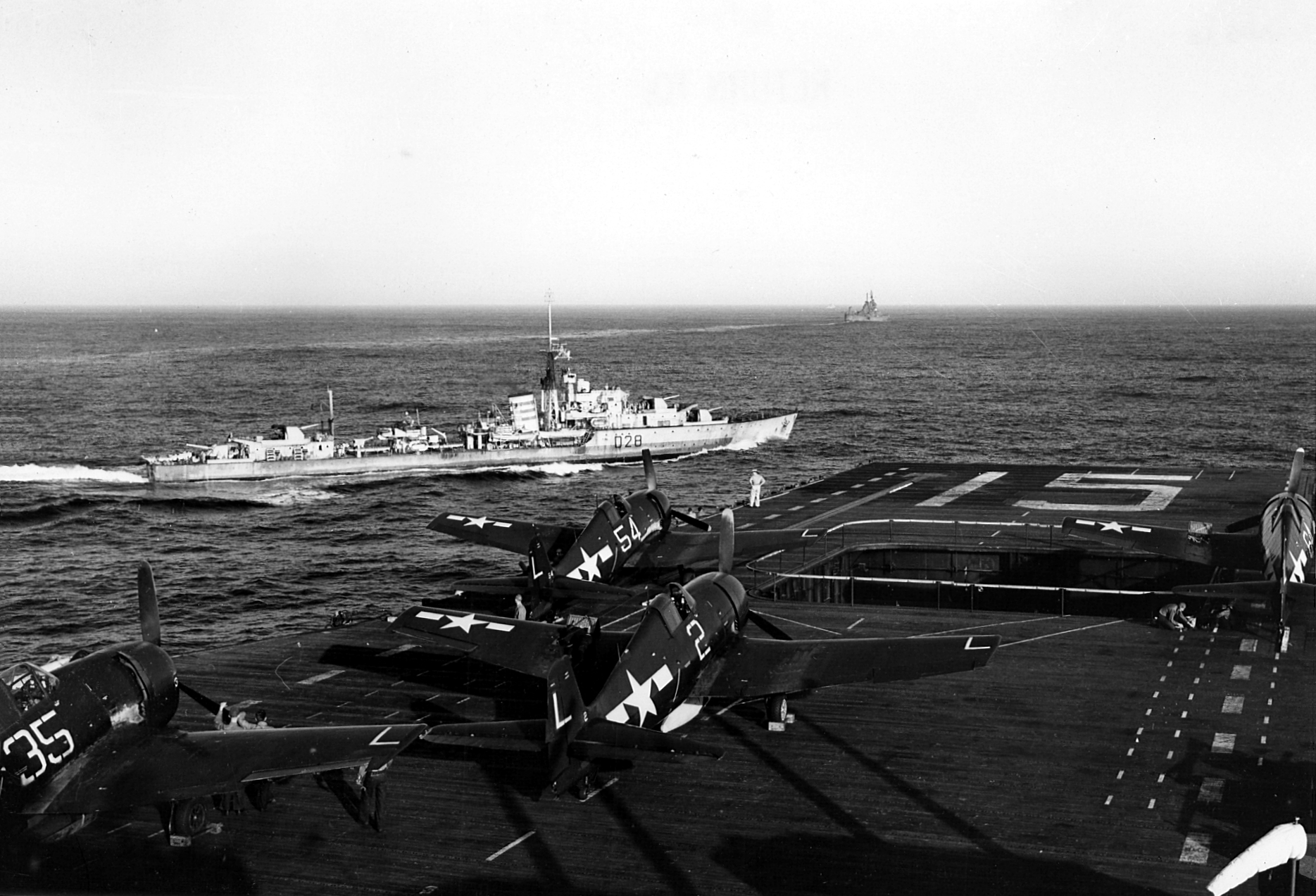
Urchin mang ký hiệu lườn "D28" của Hạm đội Thái Bình Dương, nhìn từ tàu sân bay Hoa Kỳ ngoài khơi Nhật Bản vào tháng 8 năm 1945.

Urchin đã tham gia hoạt động và sống sót qua Chiến tranh Thế giới thứ hai. Từ năm 1952 đến năm 1954, nó được chọn để cải biến toàn diện thành một tàu frigate nhanh chống tàu ngầm Kiểu 15; công việc cải biến được thực hiện tại xưởng tàu của hãng Barclay Curle ở Glasgow, Scotland, và nó được mang ký hiệu lườn mới F196. Nó phục vụ ngoài khơi Iceland trong giai đoạn Chiến tranh Lạnh vào năm 1959; và sau đó tham gia Hải đội Frigate 17 làm nhiệm vụ huấn luyện tại Dartmouth.
Urchin được cho xuất biên chế và đưa vào danh sách loại bỏ vào năm 1964. Phần đuôi tàu của nó được tháo dỡ để lắp cho con tàu chị em HMS Ulster vào năm 1966. Lườn tàu sau đó được kéo đến Troon để tháo dỡ bắt đầu từ tháng 8 năm 1967.